# Домаћа овца
Домаћа овца, или једноставно овца (лат. Ovis aries), домаћа је животиња и спада у рогате преживаре, папкаре, вероватно настала доместификацијом муфлона у пределима јужне и југозападне Азије. Овце се гаје још од млађег каменог доба и од њих се добија месо, млеко и вуна. Овчија вуна је у најширој употреби од свих врста вуна, а поступак којим се добија назива се стригање (стрижа, шишање оваца).

## Особине
Овца је висока готово метар и дугачка отприлике метар и по. Тежи до 70 килограма. Мужјаци (овнови) имају спирално увијене рогове. Прекривена је вуненим руном од мекане, нежне, благо коврџаве длаке. Једном годишње, у пролеће, овцу стрижу и од једне се добија од два до чак седам килограма вуне. Храни се скромно, брсти траву, корење, гранчице по камењарима и трњацима, тамо где обично краве не долазе на испашу. Со јој даје апетит и даје сјај вуни. Ако со не добије од пастира, налази је сама тако што лиже камење које је садржи.
Још једна особина јединствена за домаћу овцу у односу на дивље овце је њихова широка варијација у боји. Дивље овце углавном имају варијације браон нијанси, а варијације унутар врста су изузетно ограничене. Боје домаћих оваца крећу се од чисто беле до тамно чоколадасто смеђе, а чак и шарене. Селекција белих руна која се лако боје почеле је рано током процеса доместикације, и пошто је вела вуна доминантна особина, она се брзо раширила. Међутим, обојене овце се још увек јављају у многим модерним расама, и могу се чак јавити као рецесивна особина у белим стадима. Док је бела вуна пожељна на великим комерцијалним тржиштима, постоји и специјализовано тржиште за руна у боји, углавном за ручно предење. Природа руна широко варира међу расама, од густог до високо набраног, до дугачког и сличног коси. Постоје варијације у типу и квалитету вуне чак и међу члановима истог стада, тако да је класирање вуне корак у комерцијалној преради влакана.
У зависности од расе, овце показују распон висина и маса. Њихова брзина раста и одрасла маса су наследна својства која су често фаворизована при узгоју. Овце типично теже између 45 and 100 kg (100 and 220 lb), док су овнови између 45 and 160 kg (100 and 350 lb). Кад сви млечни зуби израсту овца има 20 зуба. Одрасла овца има 32 зуба. Као и код других преживара, фронтални зуби у доњој вилици загризају насупрот тврде, безубе подлоге на горњој вилици. Они се користе за прикупљање вегетације, коју затим задњи зуби сажваћу пре него што се прогута. Преживари имају осам нижих фронталних зуба. Постоји извесна несагласност да ли они представљају осам секутића, или шест секутића и два очњака у облику секутића. То значи да је дентална формула за овцу било 0.0.3.34.0.3.3 или 0.0.3.33.1.3.3 Постоји велика дијастема између секутића и кутњака. У првих неколико година живота може се рачунати старост овце по њеним предњим зубима, пошто се пар млечних зуба замењује већим одраслим зубима сваке године, и пун сет са осам одраслих предњих зуба се комплетира око четврте године живота. Предњи зуби се затим постепено губе како овца стари, што им отежава исхрану и узрокује здравствене проблеме и умањује продуктивност животиње. Из тог разлога, домаћа овца на нормалним пашњацима полако почиње процес деклинације након четврте године, и животни век оваца је 10 до 12 година, мада неке овце могу да живе и до 20 година.
Овце имају добар слух, и сензитивне су на буку при руковању. Овце имају зенице у облику хоризонталног разреза, са изузетно добрим периферним видом; са видним пољима од око 270° до 320°, овца практично може да види иза себе без окретања главе. Многе расе имају само кратку длаку на лицу, док неке имају фацијалну вуну ограничену на околину рогова и у области мандибуларног угла; широки углови периферног вида постоје код тих раса. Неколико раса може има знатну количину вуне на лицу; код неких индивидуа тих раса, периферни вид може да буде знатно умањен „вуненим слепилом“, осим ако им је недавно одстрижено лице. Овце имају слабу перцепцију дубине; сенке и удубљења на земљи могу да узрокују забуну код оваца. Овце генерално имају тенденцију да се иду из тамних у добро осветљене области, и преферирају да се крећу узбрдо кад су узнемирене. Овце исто тако имају веома добро чуло мириса, и попут свих врста њиховог рода, имају жлезде које излучују материје препознатљивог мириса непосредно испред очију, и интердигитално на стопалама. Сврха тих жлезда није разјашњена, мада се за оне на лицу сматра да могу имати улогу у репродуктивном понашању. Могуће је да и ножне жлезде такође имају улогу у репродуктивном понашању, или да имају неку алтернативну сврху, као што је лучење отпадног производа или мирисног маркера којим се помаже изгубљеној овци да пронађе своје стадо.

### Поређење са козама
Овце и козе су блиско сродне: обе врсте су у потпородици Caprinae. Међутим, оне су засебне врсте, тако да ретко долази до настанка хибрида, и они су увек неплодни. Хибрид овце и јарца се назива овчано-којзим хибридом (само једна таква животиња је потврђена), и није исто што и химера овце и козе, мада су оба називају гип. Уочљиве разлике између овце и козе обухватају браду коза и подељену горњу усну овце. Овчији репови су спуштени, чак и кад су кратки или купирани, код су кратки репови коза усправљени. Исто тако, овчије расе су често природно безроге (било оба пола или само женке), док су природно безроге козе ретке (мада су многе вештачки постале безроге). Мужјаци ове две врсте се разликују по томе што јарац поприма јединствен јак задах током сезоне парења, што није случај код овнова.

### Расе
Домаћа овца је вишенаменска животиња, и стога постоји више од 200 раса које су креиране да би се задовољиле те разноврсне намене. Неки извори наводе да постоји випе од хиљаду раса, али се те тврдње не могу проверити, судећи по навођењу других извора. Организација за храну и пољопривреду (ФАО) је идентификовала неколико стотина раса, при чему процењени број донекле варира с времена на време: e.g. 863 раса 1993. године, 1314 раса 1995. године и 1229 раса 2006. године. (Ти бројеви не обухватају изумрле расе, о којима ФАО такође води евиденцију.) Ради таквих евиденција, ФАО дефиниција расе је „било која подспецифична група домаће стоке са дефинисаним и препознатљивим спољним карактеристикама које омогућавају да се она раздвоји визуелном проценом од других слично дефинисаних група унутар исте врсте, или групе за коју је географско и/или културно одвајање од фенотипски сличних група довело до прихватања њеног засебног идентитета“. Скоро све овце се класификују по основи прикладности за дати производ: вуну, весо, млеко, кожу, или комбинацију у случају раса дуалне намене. Друге особине које се користе при класификацији оваца обухватају боју лица (генерално белу или црну), дужину репа, присуство или одсуство рогова, и топографија за који је раса развијена. Ова задња тачка се посебно наглашава у УК, где се расе описују као било брдске (за брда или планине) или низијске расе. Овца исто тако може да буде типа масног задњег дела, што су овце дуалне намене које су распрострањене у Африци и Азији, које имају велике залихе масти у репу и око репа.
Расе се често категоришу по типу њихове вуне. Расе са фином вуном и оне које имају вуну са великом савитљивошћу и густином, која се преферентно користи за израду текстила. Већина њих је изведена из Мерино овце, и та раса наставља да доминира овчију индустрију широм света. Ниже расе имају вуну између екстремитета, и типично су брзо растући извор меса. Неке од значајнијих средње вунастих раса, као што је Коридејл, су укрштања са дуалном наменом раса са дугом и фином вуном су формиране за високо продуктивна комерцијална стада. Расе са дугом вуном су највеће овце, које споро расту. Овце са дугом вуном су високо вредноване ради укрштања чиме со побољшавају својства других раса оваца. На пример Америчка раса овце Колумбија је развијена укрштањем Линколн овнова (раса са дугом вуном) и Рамбује овце са фином вуном.
Овце са грубом вуном за тепихе су оне чија је вуна средње или велике дужина са карактеристичном грубоћом. Расе које се традиционално користе као извор вуне за тепихе имају велику варијабилност. Главни захтев је да се та вуна не кида лако при тешкој употреби (као што би то био случај код финијих типова). Са смањењем потражње за вуном подесном за израду тепиха, неки узгајивачи тог типа оваца покушавају да користе неке од тих традиционалних раса за алтернативне сврхе. Други типови су увек били превасходно намењени производњи меса.
Једна мања класа оваца се састоји од раса за производњу млека. Расе дуалне намене које могу да буду првенствено намењене производњи меса или вуне се често користе и за мужу, али постоји и неколико раса које се предоминантно користи за мужу. Те овце производе веће количине млека и имају нешто дуже лактационе криве. У погледу квалитета њиховог млека, процентни садржај масноће и протеина млечних оваца се разликује од млека оних које се првенствено не користе за мужу, док се лактозни садржај не разликује.
Задња група раса оваца су оне са крзном, које уопште не производе вуну. Ове овце су сличне са рано доместикованим расама, које су држане пре развоја вунастих раса. Оне се узгајају ради меса и крзна. Неке модерне расе ове групе, као што је дорпер, произашле су из укрштања раса са вуном и длаком. За произвођаче меса и коже, овце са длаком су економичније за држање, пошто се оне не морају стригати. Ове расе су отпорније на паразите и вруће време.
Са модерним порастом индустријског сточарства и умањењем заступљености локализованих породичних имања, многим расама оваца прети изумирање. Организација за опстанак ретких пасмина из УК навод 22 природне расе које имају само 3.000 регистрованих животиња (свака), док организација The Livestock Conservancy наводи 14 раса које имају било критичан или угрожен статус. Преференција за расе са униформним карактеристикама и брзим растом је потиснула бројне у маргине индустрије оваца. Оне које су преостале се одржавају захваљујући напорима организација за конзервацију, регистратура пасмина, и индивидуалних фармера посвећених њиховом очувању.
Чувена и врло распрострањена раса овце је мерино, чија је вуна веома цењена, јер је изванредно густа и топла. У Аустралији постоје бројне фарме за узгој мерино оваца. Веома је позната и овца расе каракул, која живи у брдима централне Азије, у Памиру, суровом планинском пределу, где зими влада оштра хладноћа а лети велика врућина. Длака тек ојагњених јагањаца те расе је црна, коврџава и сјајна као свила. Од њих се добија крзно звано „астрахан”. 

## Станиште
Овце зимују на равницама а доласком пролећа се селе према брдима. Сточарско насеље на високим планинским пашњацима се зове катун или бачија. Када је хладно и кишовито, склањају се у тор, што је назив за затворену стају за овце. Тор је подељен у више преграда и у сваку се смешта до 100 животиња. Због свог топлог руна, овце не подносе да буду збијене у затвореном простору, због врућине. Пролеће и лето проводе на отвореном простору. Ноћу их чобани смештају у ограђен и наткривен простор, где су заштићене од падавина.

## Размножавање
Женка после 5-6 месеци трудноће рађа 1-2 младунца (јагњета). Када се ојагњи, јагње је прекривено нежном, баршунастом длаком. Мајка га лиже и греје својим дахом и топлотом тела. Јагње одмах покушава да устане на несигурне ноге и прилази мајци у потрази за млеком. У шестом месецу живота већ се само храни, једе траву, корење, гранчице потпуно самостално. Са навршеном првом годином живота, сматра се одраслом овцом. Овце су врло кротке, воле да живе у друштву, послушне су и према пастирима и псима који их воде. Стадо се креће у етапама и распоређено је по утврђеном распореду. Прво, на челу иду овнови, иза њих младе женке које су се ојагњиле у току године, и на крају одрасле овце.

## Сродне врсте из рода
Муфлон (Ovis musimon) је дивља овца која живи у стеновитим пределима Сардиније и на Корзици, али је има и у неким пределима средње Европе. Доста је мања, има само 70 цм висине, а дугачка око 1,25 метара. Мужјак има дугачке, масивне рогове који могу тежити и до 6 килограма. Код нас је проглашен за ловну дивљач. Уријал (Ovis vignei) је врста дивље овце са великим роговима. Аргали (Ovis Ammon) је најкрупнија дивља овца и живи у високим планинама централне Азије. Ту су и америчка дивља овца (Ovis canadensis), као и гриваста овца са планине Атлас (Ammotragus lervia).

## Овца у култури и науци
Мужјак овце назива се ован а младунче овце јагње. Назив за месо овце је овчетина, док се месо младих оваца назива јагњетина. Човек чије је занимање чување оваца назива се овчар (пастир), док се пси који се користе као помоћ у контролисању стада оваца називају овчарски (пастирски) пси. Вештачком селекцијом узгојено је више раса овчарских паса.
Како је овца била једна од кључних домаћих животиња током историје цивилизације, ушла је као симбол у много обичаја или уметничких дела. У неколико религија овца се користи као жртвена животиња, а присутна је и у најранијим митологијама (попут мита о Златном руну). Исус Христос се често назива јагњетом Господњим.
Домаћа овца је један од модел-организама у биологији. Први успешно клониран сисар била је овца Доли, 1997. године.